# Blanche d'Angleterre
Pour les articles homonymes, voir Blanche de Lancastre (homonymie).
Blanche d’Angleterre (printemps 1392 – 22 mai 1409), ou Blanche de Lancastre, est une princesse anglaise, fille du roi Henri IV par sa première femme, Marie de Bohun.

## Famille
Née au château de Peterborough dans le Northamptonshire, Blanche était la sixième des sept enfants de Marie de Bohun. Au moment de sa naissance, Henri n'était encore que comte de Derby et était devenu par son mariage comte de Northampton et de Hereford ; en tant que seul fils survivant de Jean de Gand et de Blanche de Lancastre, il était l’héritier naturel du duché de Lancastre. Blanche reçut le nom de sa grand-mère paternelle.
La mère de Blanche mourut en couches le 4 juin 1394 au château de Peterborough, mettant au monde une fille, Philippa. Cinq ans plus tard, le 30 septembre 1399, Henri de Lancastre déposait son cousin Richard II et s'emparaît du trône d'Angleterre. En 1403, il épousa la fille du roi de Navarre, Jeanne, alors veuve de Jean IV de Bretagne et dont l'union ne produisit aucun descendant.

## Un pont entre l'Angleterre et le Saint-Empire

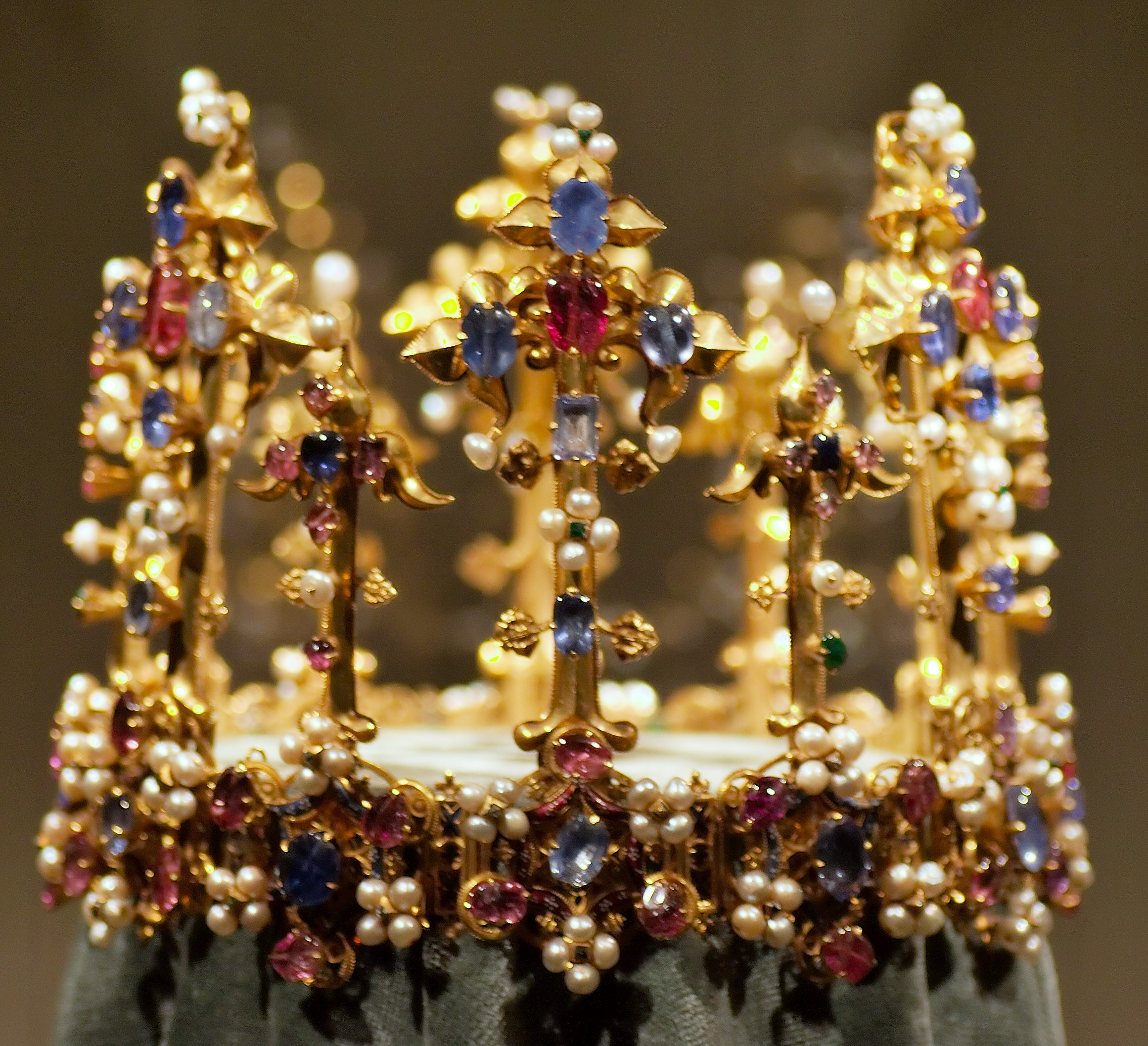
La couronne de la princesse Blanche, conservée dans la résidence de Munich.

Parvenu au trône d'Angleterre, le roi Henri IV entreprit une série d'alliances destinées à asseoir sa légitimité. Une des alliances qu'il recherchait le plus était celle du roi d'Allemagne, Robert Ier du Saint-Empire, lui aussi couronné après avoir déposé son prédécesseur : il arrangea ainsi un mariage entre l'aîné survivant de Robert, Louis et sa fille Blanche.

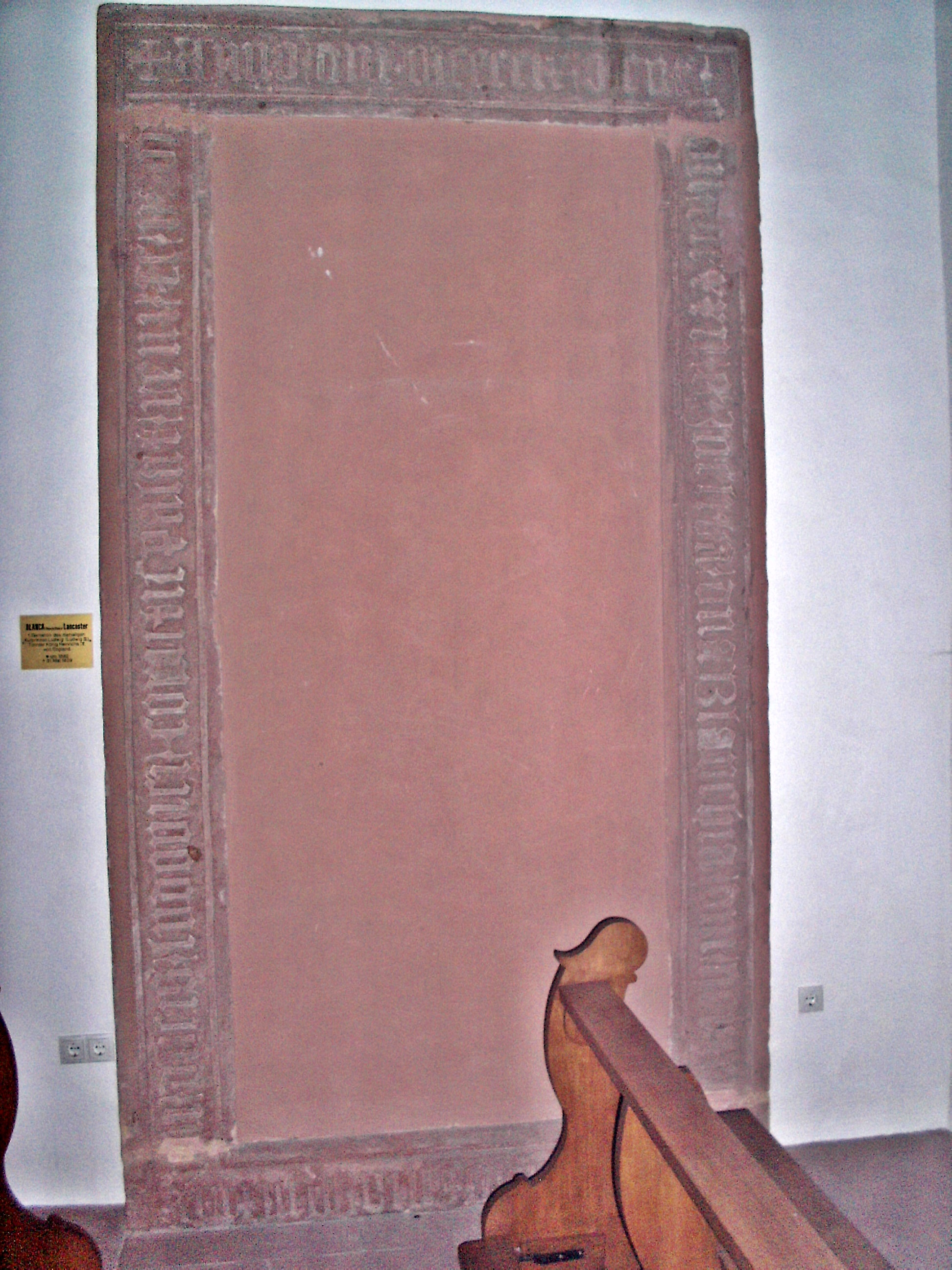
La stèle funéraire restaurée de Blanche dans l'église de Neustadt an der Weinstrasse.

Le contrat de mariage fut signé le 7 mars 1401 à Londres ; la dot était de 40 000 nobles ; mais la cérémonie de mariage n'eut lieu qu'un an plus tard, le 6 juillet 1402, en la cathédrale de Cologne. La dot de la princesse Blanche comportait une couronne, qui demeure à ce jour la plus ancienne couronne royale encore intacte ayant été portée en Angleterre. Malgré sa motivation politique, ce mariage fut heureux : quatre ans plus tard, le 22 juin 1406 à Heidelberg, Blanche mettait au monde le prince Rupert.
En 1408, Blanche fut admise dame de la Jarretière. L'année suivante, enceinte d'un second enfant, elle mourut de fièvres à Haguenau, en Alsace et fut inhumée dans l'église Sainte-Marie (aujourd'hui St. Aegidius) à Neustadt dans le Palatinat.
Quant au prince Louis, il obtint le titre d'électeur palatin en 1410 à la mort du roi Robert, sous le titre de Louis III, ; en 1417, il se remaria avec Mathilde, fille d'Amédée de Savoie-Achaïe de la maison de Savoie, qui lui donnera six enfants. Le seul fils de Blanche, Rupert, dit « l'Anglais », mourut à l'âge de 19 ans en 1426, célibataire et sans descendance.